# Conquesta de Balaghí
La conquesta de Balaghí fou la presa de Balaguer per Ermengol VI d'Urgell als almoràvits en 1105

## Antecedents
Llop ibn Muhàmmad després de derrotar ferint de mort a Guifré el Pilós en la ràtzia de 897 va decidir aixecar una important fortalesa a Balaguer, que el segle xi es convertí en Palau. El nom de Suda, que adquireix en aquell moment, indica el doble caràcter defensiu i senyorial.
En 1039 Al-Mustaín conquereix l'emirat de Saraqusta i regna a tot Al-Tagr al-Ala (la Frontera Superior). El seu fill Yússuf ibn Sulayman al-Mudhàffar heretà l'emirat de Làrida, cedint el 1050, Camarasa i Cubells al comtat de Barcelona, i l'emirat li fou arrabassat pel seu germà Abu-Jàfar Àhmad ibn Sulayman al-Múqtadir de Saraqusta, qui en morir deixà l'emirat de Larida, amb els de Turtuixa i Dàniyya, a Al-Múndhir Imad-ad-Dawla, i a la seva mort en 1090 el regne passà al seu jove hereu Sulayman Sayyid-ad-Dawla,
A principis de 1094 Balaguer caigué en mans d'Ermengol IV d'Urgell, però a finals d'any ja estava de nou en mans de Sayyid-ad-Dawla, que fou ajudat pels almoràvits. A finals de 1100 o principis de 1101 caigué en mans d'Ermengol V d'Urgell, i capturada pels almoràvits en 1103, que des de 1102 dominaven Làrida, i enviaren un exèrcit de socors des d'Albesa.

## Conquesta
Pedro Ansúrez, tutor d'Ermengol VI d'Urgell, amb l'ajut del comte de Barcelona Ramon Berenguer III va capturar la ciutat musulmana de Balaghí el 1105.

## Conseqüències
Amb la conquesta el 1105, els Comtes d'Urgell ocupen la Suda per fer-ne temporalment la seva residència, i es posaren com a objectiu la presa de Larida, que es va posar a l'abast amb la presa de Corbins en 1116, que fou recuperada pels musulmans en 1126, i fins al 1130 no s'acaba la presa del territori que envolta Balaguer.